# Торняк
Торняк (на бошняшки и на хърватски: Tornjak; на латински: Canis montanus) е планинско овчарско куче с произход Босна и Херцеговина и Хърватска, чиято задача е да предпазва стадата овце в оборите от големи хищници като вълци и мечки. Влиза в групата на пазачите на обори и на молосите.
Първите писмени сведения за породата датират отпреди девет века и я назовават „Canis montanus“ (планинско куче). В родните страни на торняка – Босна и Херцеговина и Хърватска днес живеят много такива кучета. Смята се, че торнякът се е развил от хималайски молоси, като тибетския дог, пренесени по Кехлибарения път. Както много други балкански овчарки, като карстка овчарка, българско овчарско куче, карпатска овчарка, шарпланинец и др., торнякът произлиза от планински регион, където е много важно добитъкът да се защитава от големи кучета, поради опасността от големи планински хищници, като мечки и вълци. Първото пълно описание на породата прави епископа на Джяково, Петър Хърват, през 1374 г. Други такива описания са това на Петър Лукич от 1752 г. и босненски ръкопис от 1067 г., говорещ за развитието и разпространението на породата.
Торнякът е признат е от Международната федерация по кинология на 9 май 1981 г. като „Босненскохерцеговска овчарка – торняк“. През 2007 г. е преименуван на „Босненскохерцеговско-хърватска овчарка – торняк“.